# シェーン・ケリー
シェーン＝ジョン・ケリー（Shane John Kelly OAM、1972年1月7日 - ）は、オーストラリア・ビクトリア州、アララート出身の自転車競技（トラックレース）選手。オーストラリア勲章（OAM）受章者。

## 経歴
1kmタイムトライアルのスペシャリストとして名を上げ、1992年バルセロナオリンピックの同種目において銀メダルを獲得。1995年の世界自転車選手権では宿敵である、フランスのフロリアン・ルソーを破って優勝し、1996年開催のアトランタオリンピックでは金メダル最有力候補と目された。しかし、最終走者として登場したケリーだったが、スタート時に踏み込みが強すぎたためか、スタート直後にクリップバンドが外れてしまい、走行続行不可能となってしまった。再発走も可能だったが、気持ちが萎えてしまったのか、それを拒んでしまい、結局記録なしという結果に終わった。なお、優勝はルソー。十文字貴信がこの種目で銅メダルを獲得した。だが、同年及び翌1997年の世界選手権では優勝し、世界選手権の1kmTTでは3連覇を達成した。また、1996年の世界選手権では、チームスプリントでも優勝を経験した。
2000年、自国での開催となったシドニーオリンピックでは、この大会より正式種目となったケイリンで銅メダルを獲得。なお、優勝はここでもルソーだった。ケイリンでは、2004年のアテネオリンピックでも銅メダルを獲得した。その後も国内外問わず、短距離種目全般に亘って第一線で活躍を続けており、北京オリンピックでもケイリンに出場して4位となっている。
国際競輪では、通算53戦11勝、優勝2回という成績を収めている。